# 亚澳薹草
亚澳薹草（学名：Carex brownii）为莎草科薹草属下的一个种。分布于朝鲜、日本、印度尼西亚、新西兰、台湾岛、澳大利亚以及中国大陆的浙江、江苏、甘肃、河南、陕西、安徽、江西、四川东部等地，生长于海拔400米至1,680米的地区，多生在沟边、林下以及洼地湿处，目前尚未由人工引种栽培。

## 异名
- Carex brownii Tuckerm. var. transversa (Boott) Kukenth ex Matsum.